# Schwedenhaus
Ej att förväxla med Sverigehuset i Stockholm

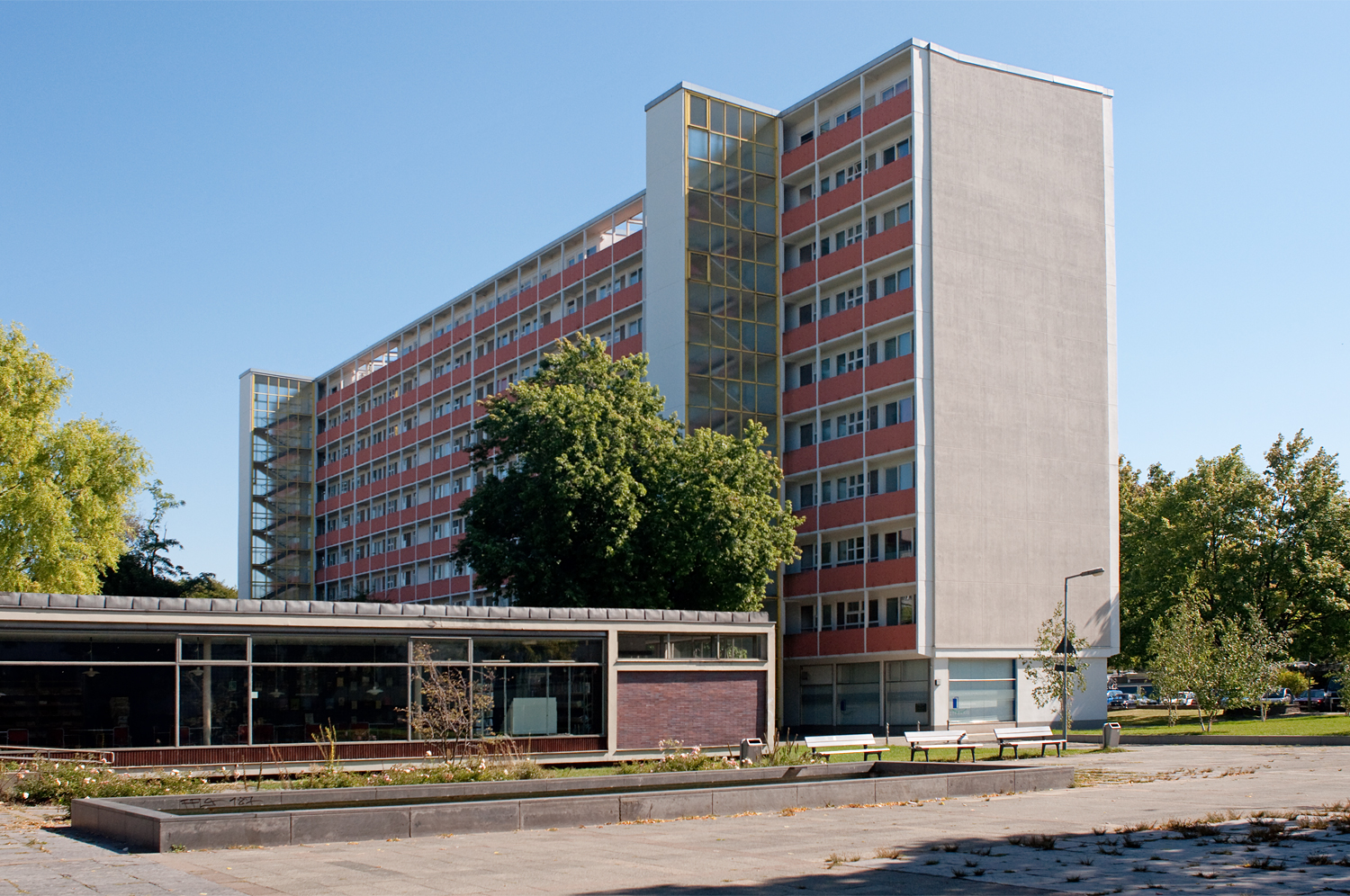
Schwedenhaus, fasad mot norr.

Das Schwedenhaus (Sverigehuset) kallas en byggnad vid Altonaerstrasse 3–9 i Berlin. Huset ritades av arkitekterna Fritz Jaenecke och Sten Samuelson och var Sveriges bidrag till byggmässan Interbau 1957. Das Schwedenhaus omfattas av Denkmalschutz (motsvarande byggnadsminne).

## Bakgrund

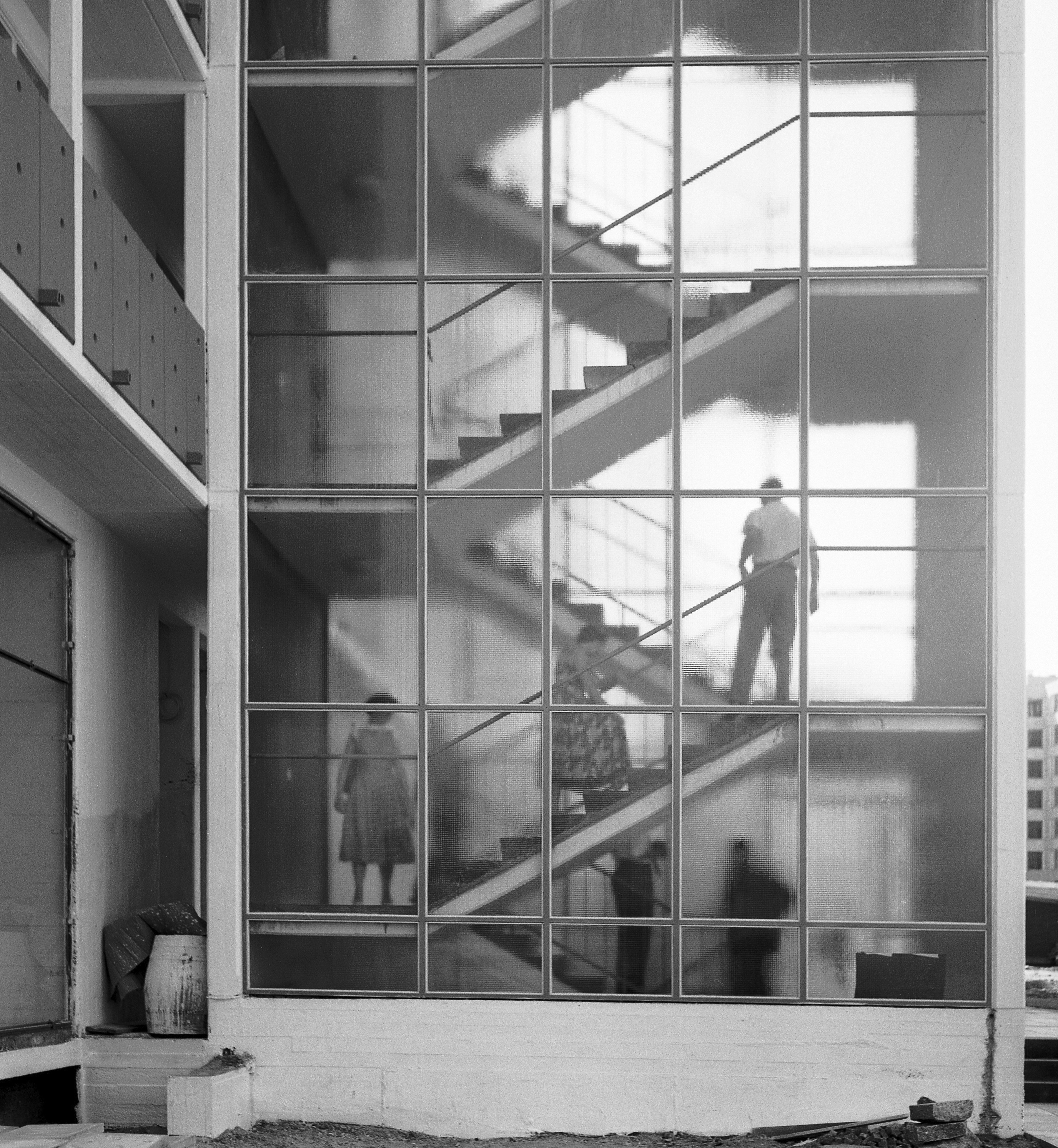
Ett av trapphusen 1957.

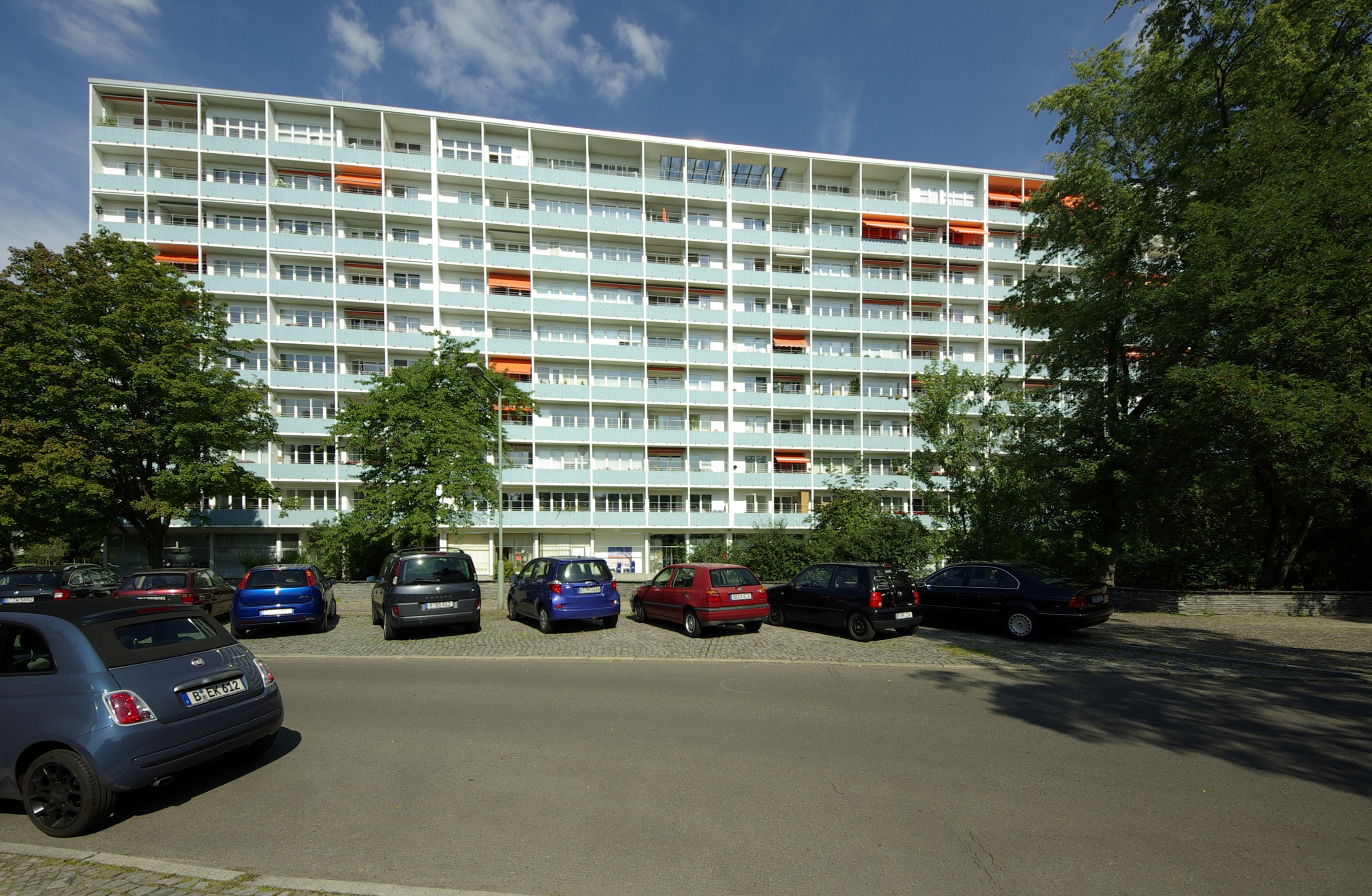
Schwedenhaus, fasad mot söder.

I ramen för återuppbyggnaden av det under andra världskriget förstörda Hansaviertel arrangerades 1957 en internationell byggmässa i dåvarande Västberlin. Redan 1952 inbjöds 53 arkitekter från 13 länder till tävlingen, samtliga var representanter för Neues Bauen, den moderna efterkrigsarkitekturen. Skandinaviens bostadsproduktion stod för modernitet och nya levnadsformer och unga tyska arkitekter reste norrut för att hämta impulser. Efter ett urval kom 35 objekt att realiseras som uppfördes under åren 1956 till 1959. Ett av dem var ett stort skivhus, "Zeilen-Hochhaus", ritat av arkitektbyrån Jaenecke & Samuelson från Malmö. Deras skapelse uppskattades särskild av Interbaus besökare och kallades snart ”Das Schwedenhaus”.

## Byggnaden
Jaenecke & Samuelson "Zeilen-Hochhaus" uppfördes 1956-1957. Det är en 85 meter långt, 11 meter brett, 31 meter högt och innehåller 68 lägenheter, övervägande fyrarummare om 95 m² vardera, som var stort för tiden. Våningarna och lägenheterna nås via två utanpåliggande, inglasade trapphus samt loftgångar från norrsidan. Mot söder anordnades indragna balkonger, med en längd motsvarande varje lägenhetens bredd. I bottenvåningen fanns affärer och restauranger.
Byggnaden och planlösningen innehöll ett antal innovationer som var nya i Tyskland men var vanliga för Sverige. Så utfördes exempelvis planen flexibel genom flyttbara innerväggar och ett "allrum" utan dörrar bildade, som ett slags vardagsrum, lägenhetens centrum. Konceptet med allrum hade av inredningsarkitekten Lena Larsson visats på bomässan H55 i Helsingborg. Runt allrummet lades barnens rum, föräldrasovrummet, kök och bad. Köken var enligt svensk köksstandard komplett inredda med skåp, arbetsbänkar, spis samt kyl och frys. Än idag finns några boende som stolt visar upp sitt ursprungliga skandinaviska "inbyggnadskök".  Till andra nyheter hörde en extra god värmeisolering, 3-glasfönster och golvvärme. På taket fanns sensorer som reglerade byggnadens värmebehov. 
Byggnadens exteriör är i stort sedd oförändrad sedan det byggdes. Husets gavlar har blivit tilläggsisolerade på 1970-talet. Lägenheternas interiör har, tack vare flexibla innerväggar, förändrats under åren, vilket var arkitekternas avsikt och inte heller strider mot byggnadsminnesklassningen utan är en del av den.